# Kermes miyasakii
Kermes miyasakii är en insektsart som beskrevs av Kuwana 1907. Kermes miyasakii ingår i släktet Kermes och familjen eksköldlöss. Inga underarter finns listade i Catalogue of Life.